# Lista de capitais do Brasil por área urbana

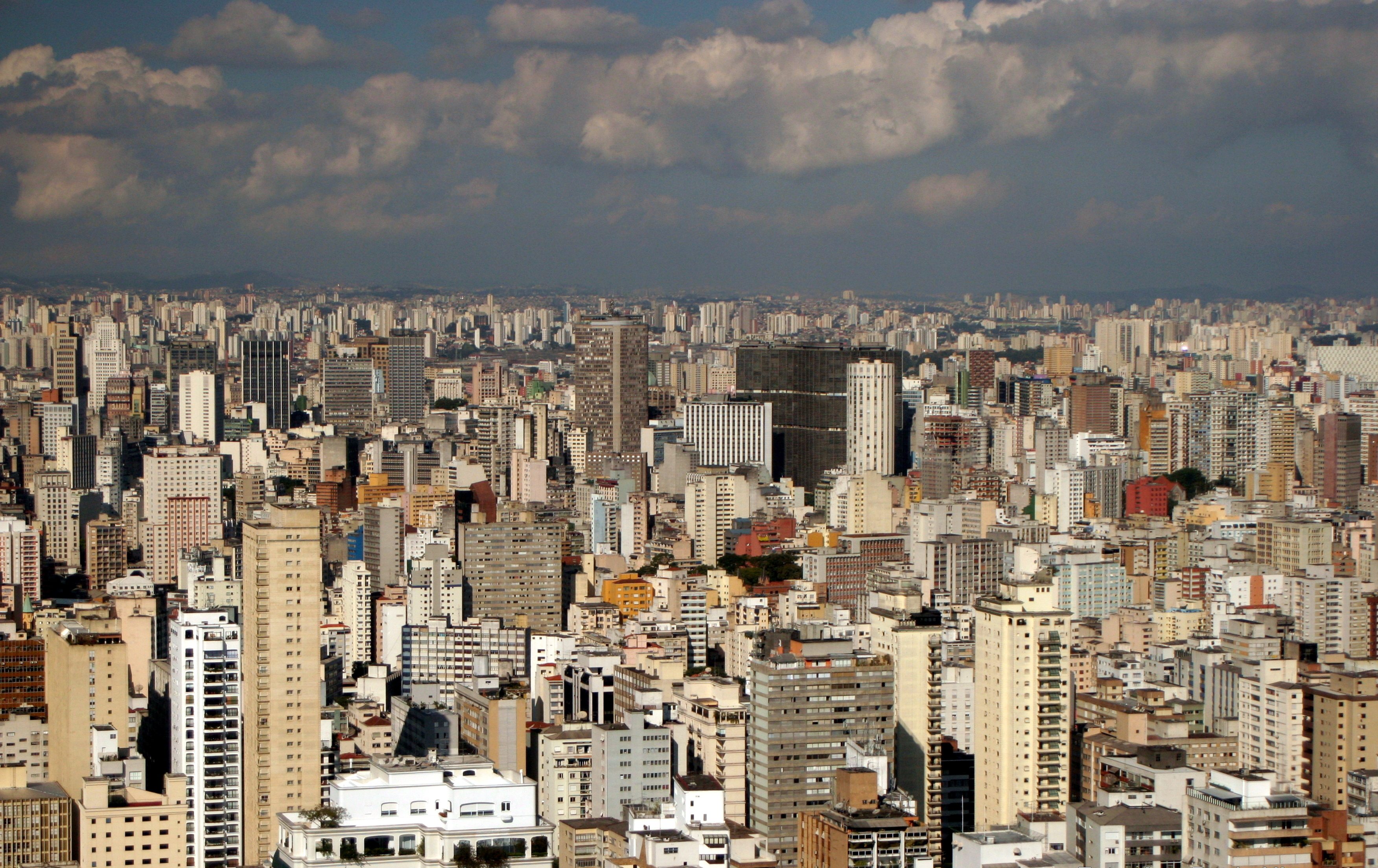
São Paulo, São Paulo.

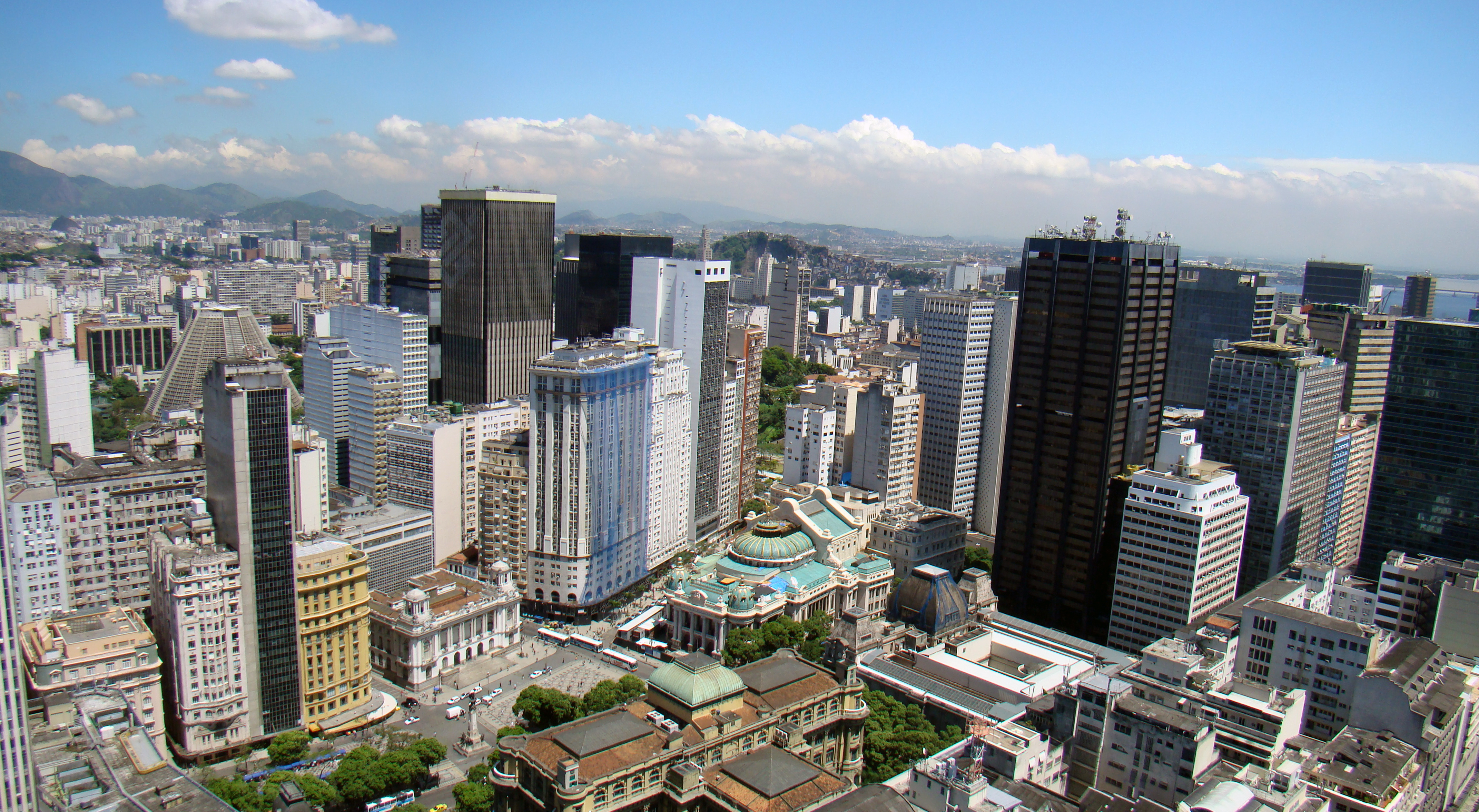
Rio de Janeiro, Rio de Janeiro.

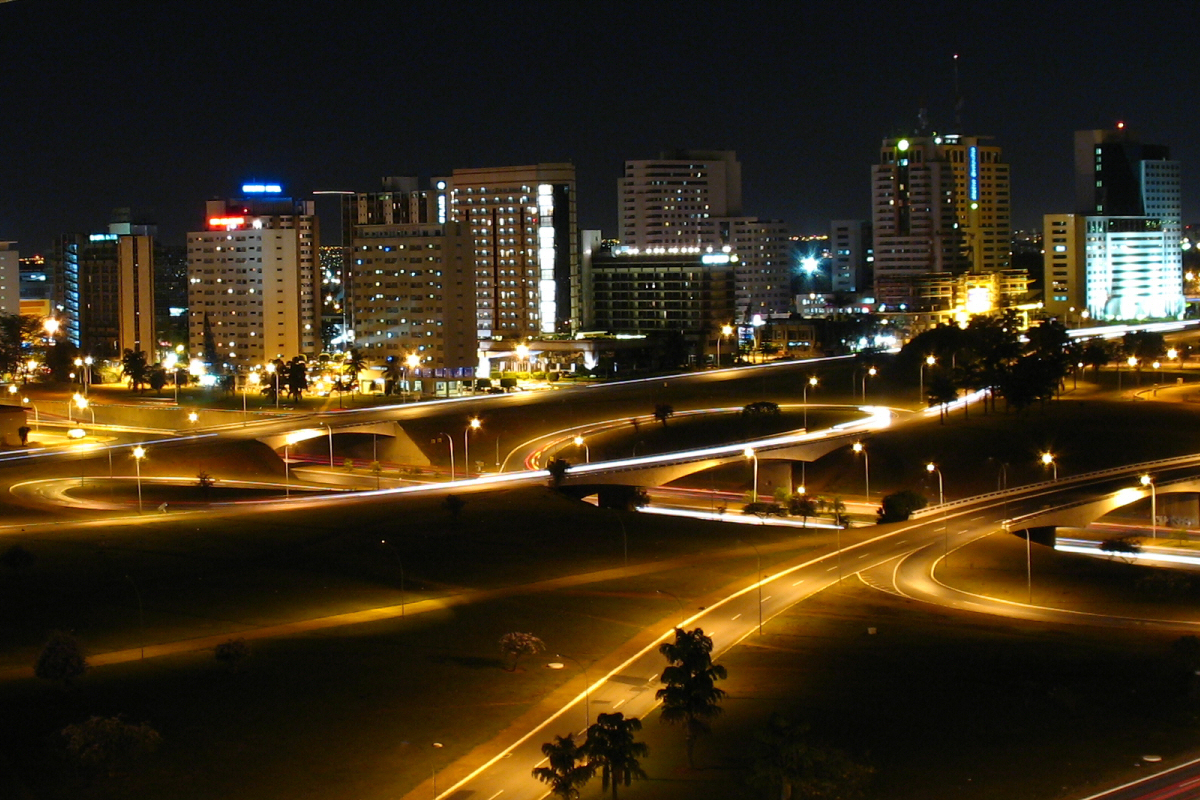
Brasília, Distrito Federal.

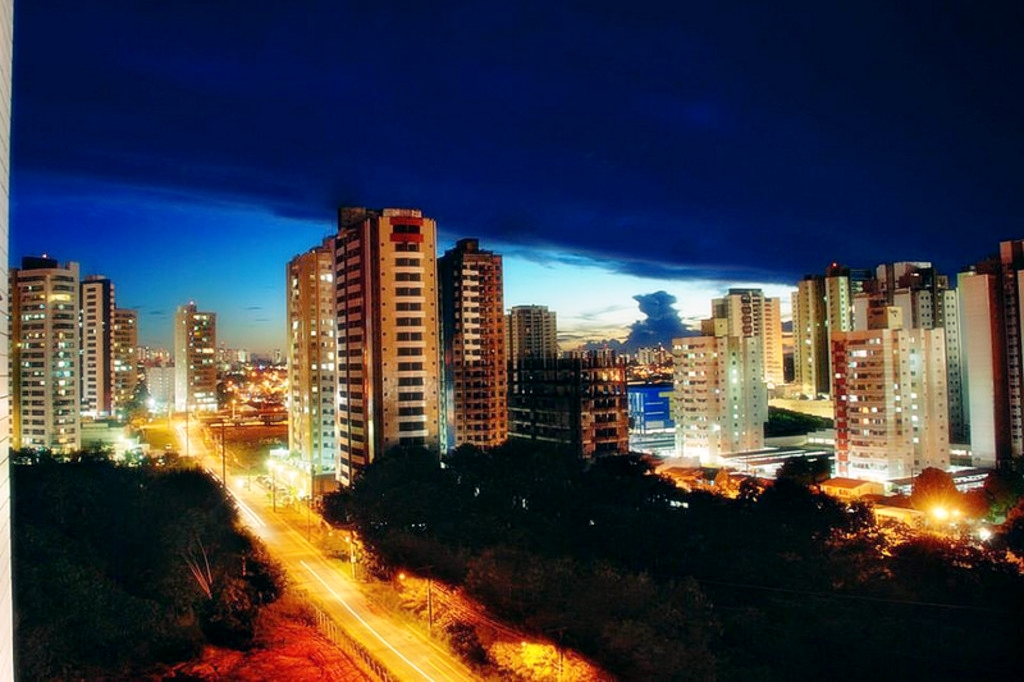
Manaus, Amazonas.

Esta é uma lista de capitais do Brasil por área urbana. Com cerca de 949,611 km² de área urbana, o município de São Paulo, capital do estado homônimo lidera a lista. Em último lugar fica o município de Vitória, capital do Espírito Santo, com cerca de 55,789 km².
| Posição | Localidade     | Unidade federativa  | Área urbana (km²) |
| ------- | -------------- | ------------------- | ----------------- |
| 1º      | São Paulo      | São Paulo           | 949,611           |
| 2º      | Rio de Janeiro | Rio de Janeiro      | 925,313           |
| 3º      | Brasília       | Distrito Federal    | 888,816           |
| 4º      | Manaus         | Amazonas            | 427,085           |
| 5º      | Goiânia        | Goiás               | 421,517           |
| 6º      | Curitiba       | Paraná              | 412,004           |
| 7º      | Campo Grande   | Mato Grosso do Sul  | 332,478           |
| 8º      | Belo Horizonte | Minas Gerais        | 314,280           |
| 9º      | Porto Alegre   | Rio Grande do Sul   | 306,360           |
| 10º     | Fortaleza      | Ceará               | 285,060           |
| 11º     | São Luís       | Maranhão            | 283,344           |
| 12º     | Salvador       | Bahia               | 259,652           |
| 13º     | Cuiabá         | Mato Grosso         | 244,127           |
| 14º     | Teresina       | Piauí               | 219,890           |
| 15º     | Belém          | Pará                | 199,482           |
| 16º     | Florianópolis  | Santa Catarina      | 153,009           |
| 17º     | Palmas         | Tocantins           | 144,430           |
| 18º     | Recife         | Pernambuco          | 142,348           |
| 19º     | Porto Velho    | Rondônia            | 139,722           |
| 20º     | Maceió         | Alagoas             | 138,938           |
| 21º     | João Pessoa    | Paraíba             | 138,252           |
| 22º     | Boa Vista      | Roraima             | 132,980           |
| 23º     | Macapá         | Amapá               | 128,123           |
| 24º     | Natal          | Rio Grande do Norte | 118,929           |
| 25º     | Rio Branco     | Acre                | 116,808           |
| 26º     | Aracaju        | Sergipe             | 115,108           |
| 27º     | Vitória        | Espírito Santo      | 96,50             |